# 한국프로농구 2012-13
2012-2013 KB국민카드 프로농구는 대한민국 프로농구의 2012-2013시즌이며 17번째 프로농구 시즌이다. 총 10개 구단이 참여하며  2012년 10월 13일에 개막 하게 되며 팀당 54경기(라운드 로빈방식, 홈 27경기, 원정 27경기)를 치른다.

## 시즌 화제
- 2012년 11월 28일부터 12월 9일까지 2012 KB국민카드 프로-아마농구 최강전가 열리게 된다.
- 시범경기가 폐지되었다.
- 수비자 3초룰 폐지

1. 수비자 3초룰은 골밑에 장신의 선수가 있을 경우 적극적인 공격이 어려워 만들어진 룰로서 KBL과 NBA에서 규칙으로 제정하고 있었지만 이번 시즌에 KBL은 3초룰을 폐지함
2. 3초룰 폐지는 국제농구협회의 룰을 따라가는 것으로서 지역방어의 강화를 가져올 것으로 기대된다.
3. 국제적인 룰에 맞춘 플레이스타일 변화는 긍정적이나 득점력 저하나 화려한 볼거리를 잃고 팬들의 인기가 줄어들 것이라는 부정적 전망도 있다.

- 인텐셔널 파울 폐지, 속공 파울 신설
- 룰 명칭 변경

1. 플레그런트 파울1 -> 언스포츠맨라이크 파울
2. 플레그런트 파울2 -> 디스퀄리파잉 파울

- 외국선수 제도 변경

1. 자유계약 1명 선발에서 드래프트 2명을 선발하되 1명만 경기 출전

- 2012년 12월 29일 LG와 KGC의 경기에서 이상범 감독은 '심판이 선수에게 욕설을 했다' 며 이에 대해 논란이 있었다. 하지만 증거가 불충분하다는 이유로 일축되었다.
- 2013년 1월 27일 동부의 이승준과 삼성의 이동준 형제가 새벽에 폭행혐의로 입건되었다. 그럼에도 올스타전에 출장을 해 논란이 되기도 했다.
- 2013년 3월 15일 동부의 강동희감독이 승부조작혐의로 구속되었다. 강동희 감독은 3월 12일에 사퇴했다.

## 선수 이적

### 자유 계약
- 문태영: 창원 LG 세이커스 → 울산 모비스 피버스
- 전태풍: 전주 KCC 이지스 → 고양 오리온스
- 이승준: 서울 삼성 썬더스 → 원주 동부 프로미
- 서장훈: 창원 LG 세이커스 → 부산 kt 소닉붐
- 박태양: 부산 KT 소닉붐 → 서울 SK 나이츠
- 원하준: 원주 동부 프로미 → 창원 LG 세이커스
- 김동우: 서울 삼성 썬더스 → 안양 KGC인삼공사

### 트레이드

#### 시즌 전
- 창원 LG 세이커스 (김현중, 오용준) ↔ 부산 kt 소닉붐 (양우섭, 김영환)
- 부산 kt 소닉붐 (박상오) ↔ 서울 SK 나이츠 (장재석)
- 서울 SK 나이츠 (한정원) ↔ 인천 전자랜드 엘리펀츠 (정준원)

#### 시즌 중
- 브라이언 데이비스 (서울 삼성 썬더스) ↔ 대리언 타운스 (부산 kt 소닉붐)
- 이한권 (인천 전자랜드 엘리펀츠) ↔ 장동영 (전주 KCC 이지스)
- 코트니 심스 (전주 KCC 이지스) ↔ 김효범, 크리스 알렉산더 (서울 SK 나이츠)
- 로드 벤슨 (창원 LG 세이커스) ↔ 커티스 위더스 (울산 모비스 피버스)

### 영입
- 김동우: 울산 모비스 피버스 → 서울 SK 나이츠
- 이동준: 고양 오리온스 → 서울 삼성 썬더스
- 황진원: 원주 동부 프로미 → 서울 삼성 썬더스
- 전형수: 창원 LG 세이커스 → 고양 오리온스
- 김종학: 안양 KGC인삼공사 → 고양 오리온스
- 민성주: 고양 오리온스 → 부산 kt 소닉붐
- 김영수: 고양 오리온스 → 원주 동부 프로미

## 2011-2012 시즌 종료 후 FA 자격을 얻은 선수
- 은퇴 : 추승균, 김재환
- 원주 동부 프로미 : 황진원, 김주성, 김봉수, 최윤호
- 서울 삼성 썬더스 :  이승준, 이규섭, 이병석, 허효진, 박대남, 박재현
- 서울 SK 나이츠 : 신상호
- 창원 LG 세이커스 : 서장훈, 문태영, 이민재
- 고양 오리온스 : 이동준, 김동욱, 김영수
- 인천 전자랜드 엘리펀츠 : 신기성, 강대협, 임창한, 강혁, 박광재
- 전주 KCC 이지스 : 임재현, 전태풍, 유병재
- 안양 KGC인삼공사 : 은희석, 김일두, 김종학, 박상률, 김보현, 김광원
- 부산 kt 소닉붐 : 박상오, 김도수, 양우섭

## 정규시즌
| 순위 | 팀                     | 경기수 | 승 | 패 | 승률  | 승차 | 비고                                | 포스트 시즌 |
| ---- | ---------------------- | ------ | -- | -- | ----- | ---- | ----------------------------------- | ----------- |
| 1    | 서울 SK 나이츠         | 54     | 44 | 10 | 0.815 | 0    |                                     |             |
| 2    | 울산 모비스 피버스     | 54     | 41 | 13 | 0.759 | 3    |                                     |             |
| 3    | 인천 전자랜드 엘리펀츠 | 54     | 33 | 21 | 0.611 | 11   |                                     |             |
| 4    | 안양 KGC인삼공사       | 54     | 30 | 24 | 0.556 | 14   |                                     |             |
| 5    | 고양 오리온스          | 54     | 27 | 27 | 0.500 | 17   |                                     |             |
| 6    | 서울 삼성 썬더스       | 54     | 22 | 32 | 0.407 | 22   |                                     |             |
| 7    | 원주 동부 프로미       | 54     | 20 | 34 | 0.370 | 24   | VSLG,VSKT상대전적우세               |             |
| 8    | 창원 LG 세이커스       | 54     | 20 | 34 | 0.370 | 24   | VS동부상대전적열세,VSKT상대전적우세 |             |
| 9    | 부산 kt 소닉붐         | 54     | 20 | 34 | 0.370 | 24   | VS동부,VSLG상대전적열세             |             |
| 10   | 전주 KCC 이지스        | 54     | 13 | 41 | 0.241 | 31   |                                     |             |

### 통계
| 부문          | 선수          | 기록  |
| ------------- | ------------- | ----- |
| 득점          | 제스퍼 존슨   | 19.72 |
| 어시스트      | 전태풍        | 6.1   |
| 리바운드      | 리온 윌리엄스 | 11.4  |
| 3점슛         | 김영환        | 2.1   |
| 스틸          | 신명호        | 2.0   |
| 블록          | 대리언 타운스 | 1.7   |
| 야투 성공률   | 키브웨 트림   | 65.5  |
| 3점슛 성공률  | 김승원        | 99.9  |
| 자유투 성공률 | 김효범        | 95.4  |

## 6강 플레이오프
| 홈팀(정규시즌 순위)         | 원정팀(정규시즌 순위)       | 결과               | 비고           |
| --------------------------- | --------------------------- | ------------------ | -------------- |
| 안양 KGC인삼공사(4위)       | 고양 오리온스(5위)          | 3:2 KGC인삼공사 승 | 6강 플레이오프 |
| 인천 전자랜드 엘리펀츠(3위) | 서울 삼성 썬더스(6위)       | 3:0 전자랜드 승    | 6강 플레이오프 |
| 서울 SK 나이츠(1위)         | 안양 KGC인삼공사(4위)       | 3:1 SK 승          | 4강 플레이오프 |
| 울산 모비스 피버스(2위)     | 인천 전자랜드 엘리펀츠(3위) | 3:0 모비스 승      | 4강 플레이오프 |
| 서울 SK 나이츠(1위)         | 울산 모비스 피버스(2위)     | 0:4 모비스 승      | 챔피언결정전   |